# Gruppo di Poincaré
In fisica e in matematica il gruppo di Poincaré, formulato da Henri Poincaré, è il gruppo di isometrie dello spaziotempo di Minkowski. Si tratta del prodotto semidiretto delle traslazioni e delle trasformazioni di Lorentz ed è un gruppo di Lie non compatto a 10 dimensioni. L'algebra di Lie del gruppo di Poincaré è chiamata algebra di Poincaré. Il gruppo abeliano di traslazioni è un suo sottogruppo normale, mentre il gruppo di Lorentz è un sottogruppo, uno stabilizzatore di un punto.
Si può anche definire il gruppo di Poincaré come un gruppo di estensione del gruppo di Lorentz determinato dalla sua rappresentazione vettoriale. Le sue rappresentazioni di energia positiva unitaria sono indicate dalla massa (numero non negativo) e dallo spin (intero o mezzo) e nella meccanica quantistica sono associate a particelle.
In accordo con il programma di Erlangen, la geometria dello spazio di Minkowski è definita dall'azione del gruppo di Poincaré: lo spazio di Minkowski è considerato, per il gruppo, come uno spazio omogeneo.

## Definizione
Il gruppo di Poincaré è il gruppo delle isometrie dello spaziotempo di Minkowski. Si tratta di un gruppo di Lie non compatto a 10 dimensioni, ed è un sottogruppo minimale del gruppo delle trasformazioni affini invertibili da uno spazio in sé stesso. Più precisamente, il gruppo di Poincaré è un prodotto semidiretto delle traslazioni e del gruppo di Lorentz (il gruppo delle trasformazioni di Lorentz):
{\displaystyle \mathbf {R} ^{1,3}\rtimes O(1,3)}
L'algebra di Poincaré è l'algebra di Lie del gruppo di Poincaré, ed è data dalle relazioni di commutazione:
{\displaystyle [P_{\mu },P_{\nu }]\,=\,0\qquad [P_{\rho },M_{\mu \nu }]\,=i(\,\eta _{\mu \rho }P_{\nu }-\eta _{\nu \rho }P_{\mu })}
{\displaystyle [M_{\rho \sigma },M_{\mu \nu }]\,=i(\,\eta _{\mu \rho }M_{\nu \sigma }-\eta _{\mu \sigma }M_{\nu \rho }-\eta _{\nu \rho }M_{\mu \sigma }+\eta _{\nu \sigma }M_{\mu \rho })}
dove il vettore {\displaystyle P} è il generatore delle traslazioni, il tensore {\displaystyle M} è il generatore delle trasformazioni di Lorentz e il tensore {\displaystyle \eta } è la metrica di Minkowski.